# Bob McAdoo
Robert Allen "Bob" McAdoo (Greensboro, Carolina del Norte; 25 de septiembre de 1951) es un exjugador de baloncesto estadounidense. Con 2,06 metros de estatura, jugaba en la posición de ala-pívot. Consiguió ganar la NBA en 2 ocasiones y la Copa de Europa también en 2 ocasiones.

## Carrera

### Universidad
Disputó dos temporadas en Vincennes Junior College y una en la Universidad de Carolina del Norte

### Profesional

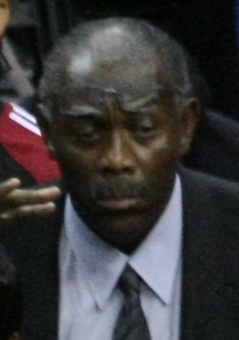
McAdoo en 2009.

A pesar de que fue elegido en el Draft de la ABA de 1972 por los Virginia Squires, fue también seleccionado en primera ronda en el Draft de la NBA de 1972 por Buffalo Braves (ahora Los Angeles Clippers) con los que decidió jugar. McAdoo pronto se convirtió en uno de los mejores jugadores de la liga. En su primera campaña ganó el Rookie del Año y en tres temporadas consecutivas sería el máximo anotador de la NBA. En la 1973-74, McAdoo se convirtió en el último jugador de la historia de la liga en promediar en una sola temporada 30 o más puntos y cuando menos 15 rebotes por partido. En su segundo año, fue nombrado por primera vez (de cinco) en el mejor quinteto de la temporada y en 1975 fue galardonado con el MVP de la temporada, promediando 34.5 puntos por partido, 14,1 rebotes y 2,12 tapones, con un porcentaje de 51,2 en tiros de campo y un 80,5 en la línea de tiros libres. Para el All-Star Game de 1975 fue el jugador más votado por los aficionados con 98.235 votos. Ese año, el 18 de abril de 1975, en semifinales de conferencia ante Washington Bullets, McAdoo anotó 50 puntos, su récord personal en playoffs. 
Tras su estelar comienzo, McAdoo jugó varias temporadas asediado por las lesiones en New York Knicks, Boston Celtics, Detroit Pistons y New Jersey Nets. Aunque estas campañas fueran buenas estadísticamente, muchos analistas y admiradores sintieron que la carrera de McAdoo se estancaba, sobre todo porque los equipos en los que militó no competían por el título. Sin embargo, a final de su carrera fue cuando más pudo disfrutar, jugando en los Lakers del Showtime desde 1982 hasta 1985 junto con Magic Johnson, Kareem Abdul-Jabbar y James Worthy, ganando dos anillos. Finalizó su carrera NBA en Philadelphia 76ers en la 1985-86.
Después jugaría en Italia, en el Tracer Milano, siendo considerado uno de los mejores jugadores americanos que jamás haya visto Europa. En su primer año, lideró al Milano a ganar el campeonato de Italia y de Europa (en dos ocasiones), con promedios de 26,1 puntos y 10,2 rebotes por noche. Más tarde, jugó en Forlì y Fabriano.
McAdoo fue un jugador que triunfó a ambos lados del Atlántico. Consiguió ganar la NBA en 2 ocasiones y la Copa de Europa también en 2 ocasiones, solo el croata Toni Kukoč tiene un palmarés más amplio con 3 anillos NBA y 3 Copas de Europa.
A pesar de todo, en 1996 la NBA no le nombró uno de los 50 mejores jugadores de la historia de la liga. Trabajó como asistente en Miami Heat durante 19 años.

## Estadísticas de su carrera en la NBA
|  | Denota temporadas en las que ganó el Campeonato de la NBA |
|  | Líder de la liga                                          |

### Temporada regular
| Año      | Equipo       | PJ  | PT | MPP  | %TC  | %3P  | %TL  | RPP  | APP | ROB | TPP | PPP  |
| -------- | ------------ | --- | -- | ---- | ---- | ---- | ---- | ---- | --- | --- | --- | ---- |
| 1972-73  | Buffalo      | 80  | –  | 32.0 | .452 | –    | .774 | 9.1  | 1.7 | –   | –   | 18.0 |
| 1973-74  | Buffalo      | 74  | –  | 43.0 | .547 | –    | .793 | 15.1 | 2.3 | 1.2 | 3.3 | 30.6 |
| 1974-75  | Buffalo      | 82  | –  | 43.2 | .512 | –    | .805 | 14.1 | 2.2 | 1.1 | 2.1 | 34.5 |
| 1975-76  | Buffalo      | 78  | –  | 42.7 | .487 | –    | .762 | 12.4 | 4.0 | 1.2 | 2.1 | 31.1 |
| 1976-77  | Buffalo      | 20  | –  | 38.4 | .455 | –    | .696 | 13.2 | 3.3 | 0.8 | 1.7 | 23.7 |
| 1976-77  | New York     | 52  | –  | 39.1 | .534 | –    | .757 | 12.7 | 2.7 | 1.2 | 1.3 | 26.7 |
| 1977-78  | New York     | 79  | –  | 40.3 | .520 | –    | .727 | 12.8 | 3.8 | 1.3 | 1.6 | 26.5 |
| 1978-79  | New York     | 40  | –  | 39.9 | .541 | –    | .651 | 9.5  | 3.2 | 1.6 | 1.2 | 26.9 |
| 1978-79  | Boston       | 20  | –  | 31.9 | .500 | –    | .670 | 7.1  | 2.0 | 0.6 | 1.0 | 20.6 |
| 1979-80  | Detroit      | 58  | –  | 36.2 | .480 | .125 | .730 | 8.1  | 3.4 | 1.3 | 1.1 | 21.1 |
| 1980-81  | Detroit      | 6   | –  | 28.0 | .366 | –    | .600 | 6.8  | 3.3 | 1.3 | 1.2 | 12.0 |
| 1980-81  | New Jersey   | 10  | –  | 15.3 | .507 | .000 | .810 | 2.6  | 1.0 | 0.9 | 0.6 | 9.3  |
| 1981-82  | L.A. Lakers  | 41  | 0  | 18.2 | .458 | .000 | .714 | 3.9  | 0.8 | 0.5 | 0.9 | 9.6  |
| 1982-83  | L.A. Lakers  | 47  | 1  | 21.7 | .520 | .000 | .730 | 5.3  | 0.8 | 0.9 | 0.9 | 15.0 |
| 1983-84  | L.A. Lakers  | 70  | 0  | 20.8 | .471 | .000 | .803 | 4.1  | 1.1 | 0.6 | 0.7 | 13.1 |
| 1984-85  | L.A. Lakers  | 66  | 0  | 19.0 | .520 | .000 | .753 | 4.5  | 1.0 | 0.3 | 0.8 | 10.5 |
| 1985-86  | Philadelphia | 29  | 0  | 21.0 | .462 | –    | .765 | 3.6  | 1.2 | 0.3 | 0.6 | 10.1 |
| Total    | Total        | 852 | 1  | 33.2 | .503 | .081 | .754 | 9.4  | 2.3 | 1.0 | 1.5 | 22.1 |
| All-Star | All-Star     | 5   | 3  | 25.2 | .578 | –    | .737 | 6.0  | 1.2 | 0.8 | 0.4 | 17.6 |

### Playoffs
| Año   | Equipo       | PJ | PT | MPP  | %TC  | %3P  | %TL  | RPP  | APP | ROB | TPP | PPP  |
| ----- | ------------ | -- | -- | ---- | ---- | ---- | ---- | ---- | --- | --- | --- | ---- |
| 1974  | Buffalo      | 6  | –  | 45.2 | .478 | –    | .809 | 13.7 | 1.5 | 1.0 | 2.2 | 31.7 |
| 1975  | Buffalo      | 7  | –  | 46.7 | .481 | –    | .740 | 13.4 | 1.4 | 0.9 | 2.7 | 37.4 |
| 1976  | Buffalo      | 9  | –  | 45.1 | .451 | –    | .707 | 14.2 | 3.2 | 0.8 | 2.0 | 28.0 |
| 1978  | New York     | 6  | –  | 39.7 | .484 | –    | .600 | 9.7  | 3.8 | 1.2 | 2.0 | 23.8 |
| 1982  | L.A. Lakers  | 14 | –  | 27.7 | .564 | –    | .681 | 6.8  | 1.6 | 0.7 | 1.5 | 16.7 |
| 1983  | L.A. Lakers  | 8  | –  | 20.8 | .440 | .333 | .786 | 5.8  | 0.6 | 1.4 | 1.3 | 10.9 |
| 1984  | L.A. Lakers  | 20 | –  | 22.4 | .516 | .000 | .704 | 5.4  | 0.6 | 0.6 | 1.4 | 14.0 |
| 1985  | L.A. Lakers  | 19 | 0  | 20.9 | .472 | .000 | .745 | 4.5  | 0.8 | 0.5 | 1.4 | 11.4 |
| 1986  | Philadelphia | 5  | 0  | 14.6 | .556 | –    | .875 | 2.8  | 0.4 | 0.8 | 1.0 | 10.8 |
| Total | Total        | 94 | 0  | 28.9 | .491 | .250 | .724 | 7.6  | 1.4 | 0.8 | 1.6 | 18.3 |